# Inés Moreno González
La Dra. Inés Moreno González es Profesora Titular en enfermedades neurodegenerativas en el Departamento de Biología celularde la Universidad de Málaga.

## Biografía
Licenciada en Biología por la Universidad de Málaga en 2003, se doctoró en 2009 en el área de neurobiología.

### Trayectoria investigadora
Trabajó durante 10 años como profesora adjunta en el Departamento de Neurología de la University of Texas Health Science Center, en Houston. Desde 2019 es investigadora Ramón y Cajal del Departamento de Biología, Genética y Fisiología de la Universidad de Málaga
Su investigación trata sobre cómo algunos factores de riesgo como las contusiones cerebrales, diabetes o la depresión influyen en la aparición y desarrollo del Alzheimer. También ha investigado distintos tratamientos de esta enfermedad utilizando transfusiones de sangre. En colaboración con la Universidad de Texas, identificó una manera hasta entonces desconocida de tratar la enfermedad de Alzheimer, que reduce la cantidad de proteínas tóxicas en el cerebro hasta en un 80%.
Es la presidenta del Alliance of Women Alzheimer's Researcher y miembro del Instituto de Biomedicina de Málaga (IBIMA) y del Centro de Investigación Biomédica en Red sobre Enfermedades Neurodegenerativas (CIBERNED). Es revisora y editora de varias revistas científicas y revisora en el National Institutes of Health (EEUU) y el Alzheimer’s Research UK, entre otros.
En el año 2022 aparecía en el ranking del Consejo Superior de Investigaciones Científicas (CSIC) ha con las 5.000 científicas españolas y extranjeras que investigan en organismos españoles.

## Obra
Ha escrito más de 50 artículos de alto imácto y ha presentado más de 100 ponencias.